# Asomama Corona
L'Asomama Corona è una struttura geologica della superficie di Venere.